# Kościół Świętych Apostołów Piotra i Pawła w Suchowoli
Kościół pw. Świętych Apostołów Piotra i Pawła w Suchowoli – rzymskokatolicki kościół parafialny w mieście Suchowola, w województwie podlaskim. Należy do dekanatu Korycin archidiecezji białostockiej.

## Historia

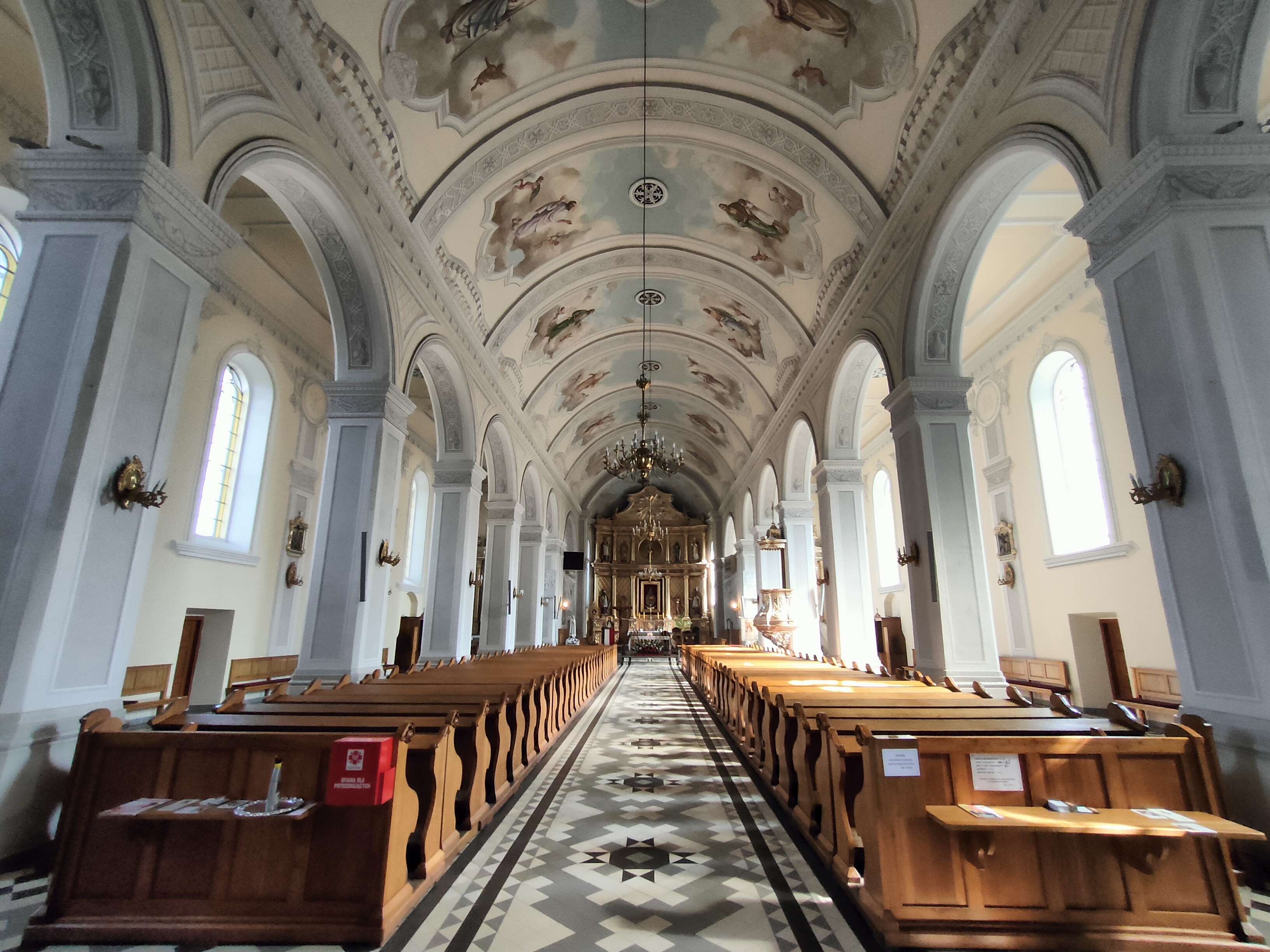
Wnętrze świątyni

Świątynia została wybudowana w latach 1879-1885 według projektu architekta Jakuba Fordona z Grodna. Prace budowlane rozpoczęły się podczas urzędowania księdza proboszcza Antoniego Szumowskiego. Budowę doprowadził do końca proboszcz, ksiądz Władysław Kulesza. W dniu 7 grudnia 1885 roku kościół został poświęcony. Budowlę konsekrował biskup wileński Edward von Ropp w dniu 10 września 1905 roku. 
W czasie II wojny światowej hitlerowcy zniszczyli fasadę główną świątyni razem z dwiema wieżami. Odbudowa została rozpoczęta przez księdza Stefana Porczyka, natomiast prace zakończył ksiądz Nikodem Zarzecki. Cała fasada razem z wieżami została odbudowana w oparciu o nowy projekt. W latach 1992–1997 kościół przeszedł generalny remont, podczas którego m.in. zostały założone nowe żelbetowe stropy w miejscu starszych, drewnianych.

## Bł. ks. Jerzy Popiełuszko

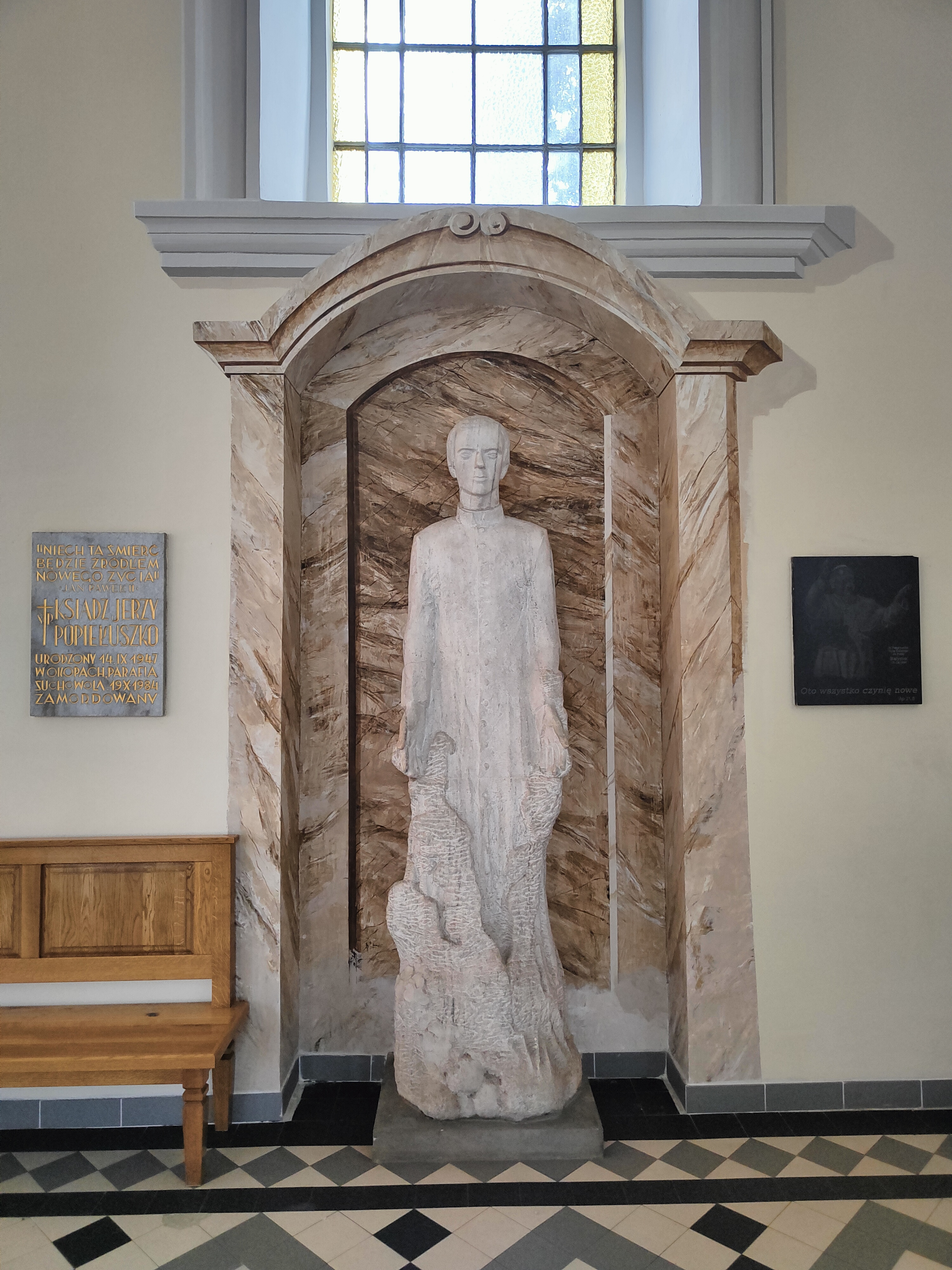
Figura bł. ks. Jerzego Popiełuszki

W tym kościele w dniu 16 września 1947 roku został ochrzczony pod imieniem Alfons błogosławiony Jerzy Popiełuszko, kapelan warszawskiej „Solidarności”, zamordowany przez funkcjonariuszy Służby Bezpieczeństwa. W dniu 10 października 2010 roku w świątyni zostały intronizowane relikwie błogosławionego, które umieszczono w specjalnie przygotowanym ołtarzu, znajdującym się w lewej nawie pod obrazem księdza.